# Aciphylla dissecta
Aciphylla dissecta là một loài thực vật có hoa trong họ Hoa tán. Loài này được (Kirk) W.R.B.Oliv. mô tả khoa học đầu tiên năm 1956.